# Тондо

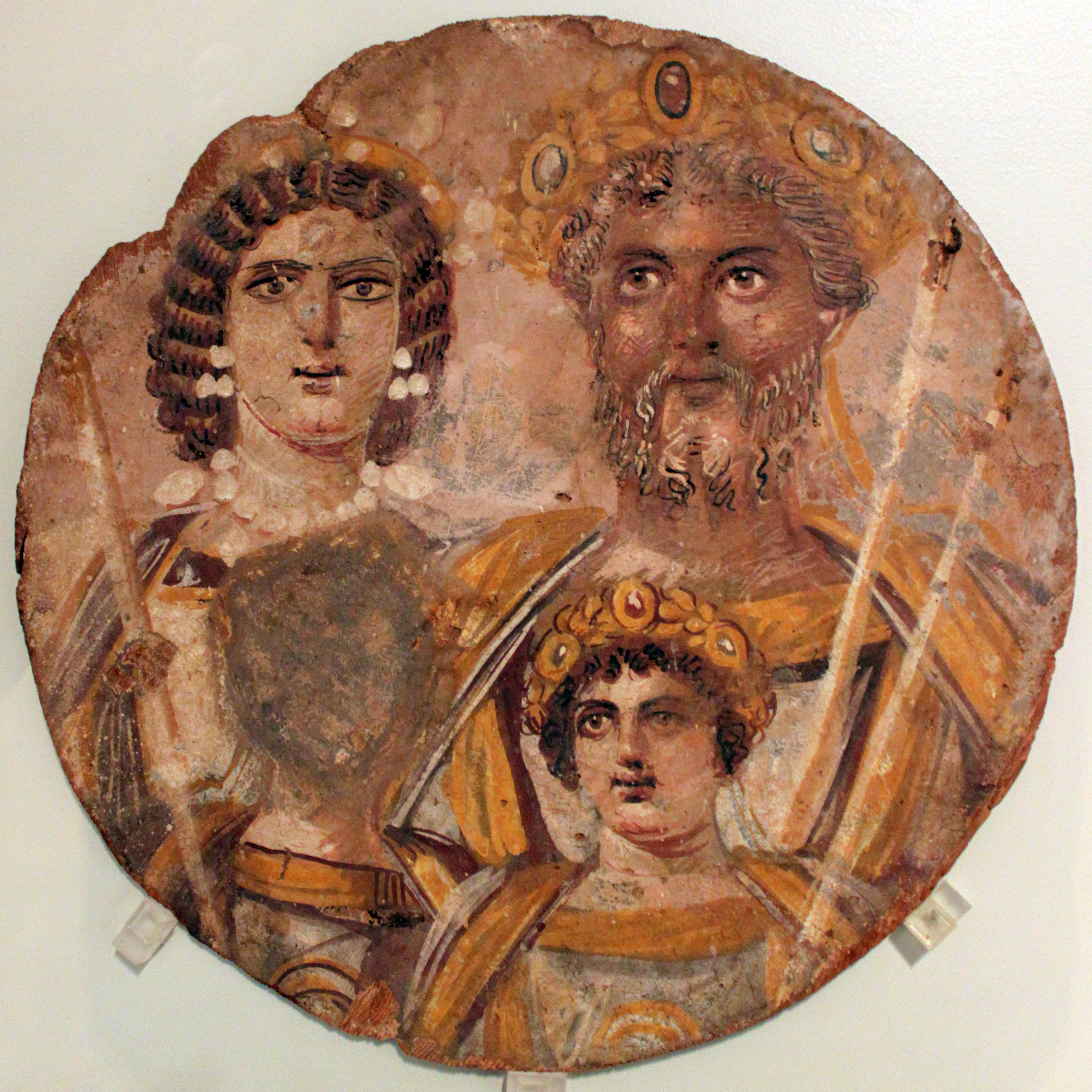
Тондо Северов. II в. н. э. Берлинское античное собрание

То́ндо (итал. tondo — круглый, от лат. tondere — округлять, обрезать, обтёсывать) — круг, круглый формат, изображение, вписанное в круг.
В изобразительном искусстве используют различные форматы. В изображениях картинного типа более распространён прямоугольный формат, поскольку он создаёт оптимальные условия для направленности, динамичности композиции. Квадратный формат более других выражает симметрию, уравновешенность, тектоничность, поэтому он востребован архитектурой, например в архитектурных метопах. Круглый — идеально выражает замкнутость, статичность, центричность, а в философском смысле — идеальность, гармонию мира. На этих качествах основываются композиции классицизма.
Круглый формат наиболее распространён в декоративно-прикладном и декоративном искусстве. Это отчасти связано с происхождением, конструкцией и функцией изделий «предметного мира». Так, например, технология изготовления керамических изделий на гончарном круге обусловила не только типологию форм изделий (ваз, кувшинов, тарелок, блюд), но также композицию и характер росписи, в частности донцев древнегреческих киликов.
Однако термин «тондо» в первую очередь связан с искусством Италии. Так, итальянские ремесленники изготавливали таццы (итал. tazza — чашка, чаша) — круглые чаши на ножке, иногда в несколько ярусов на одной вертикальной оси.
Особую разновидность изделий итальянской майолики составляли «скуделло и тондино» (итал. scudello e tondino — чаша на ножке). Скуделло ((итал. scudetto  — щиток, лат. scutella — чашка), тондино ((итал. tondino — кружок). Изделия представляли собой набор посуды для рожениц (desco da parto; desco — стол, поднос; parto — роды; или: scudelle di donna di parto). Они представляли собой сложную композицию из чаши на ножке, судка для супа, подноса, крышки и солонки. Изделия украшали полихромной росписью на сюжеты родов, ухода за роженицами и воспитания детей, использовали и шутливые сюжеты, домашние сцены с изображениями путти, гирлянд, цветов и фруктов. Основную композицию представляли росписи в круге — тондино.
Круг, полукружие арки, раковина — постоянный мотив ренессансной архитектуры Италии, в частности, флорентийской школы, например в творчестве Филиппо Брунеллески. В 1463 году майоликовые тондо мастерской Андреа делла Роббиа установили в антрвольтах Оспедале дельи Инноченти во Флоренции. Мастерская делла Роббиа изготавливала также большие рельефные тондо из глазурованной керамики в качестве алтарных композиций, обычно изображений Мадонны с Младенцем.
Круглый формат даёт возможность художнику обыграть пластическое движение линий по окружности, кантабильность (певучесть, музыкальность) контуров, зрительно рифмующихся с форматом картины. Поэтому к формату тондо часто обращались живописцы периода кватроченто: Мазаччо, Доменико Венециано, Фра Анджелико, Филиппо Липпи, Доменико Гирландайо, Лоренцо ди Креди, Пьеро ди Козимо, Сандро Боттичелли.
После работы в Риме в 1481 году Боттичелли создал в 1483—1490 годах более двенадцати тондо с изображениями Мадонны, среди них три варианта композиции «Маньификат» (Величания, или Прославления Богоматери ангелами). Во флорентийской галереи Уффици и в галерее Боргезе в Риме хранятся два варианта тондо Боттичелли «Мадонна с гранатом». В последующие годы художник обращался к формату тондо ещё шестнадцать раз.
Одна из юношеских работ Рафаэля урбинского периода, «Мадонна Конестабиле», представляет собой композицию в круге (ныне хранится в собрании петербургского Эрмитажа). Далее последовали «Мадонна Террануова», «Мадонна Альба». Известно, что Рафаэль делал зарисовки с микеланджеловских произведений: «Тондо Таддеи» и «Тондо Питти».
Великий Микеланджело в ранние годы неоднократно обращался к теме круга. Около 1502 года по заказу знатной флорентийской семьи Таддеи он создал мраморный рельеф с образом Мадонны: «Тондо Таддеи», а в 1503 году свой шедевр «Тондо Питти». Принято считать, что одним из источников ренессансных рельефных композиций в круге были рельефные медальоны античных саркофагов. Микеланджело создал и живописное тондо, так называемая Мадонна Дони (ок. 1507 г.).
Рисовальщики и гравёры, работавшие в мастерской Рафаэля, — Маркантонио Раймонди, Агостино Венециано и Марко Денте — используя рисунки мастера и эскизы неосуществлённых работ, создавали собственные гравюры. Эти гравюры продавали в уличных лавках, их покупали мастера росписи итальянской майолики, картоньеры (создававшие картоны для производства шпалер), резчики по дереву, ювелиры и гравёры по металлу. В петербургском Эрмитаже хранятся майоликовые блюда с композициями по гравюрам А. Венециано и М. Раймонди. Причём росписи не копируют рисунки Рафаэля, а являются их интерпретацией в формате круга. Примечательно, что в композиционном отношении они выигрывают в сравнении с эскизами самого Рафаэля. Это объясняется формообразующей силой круглого формата.

## Галерея

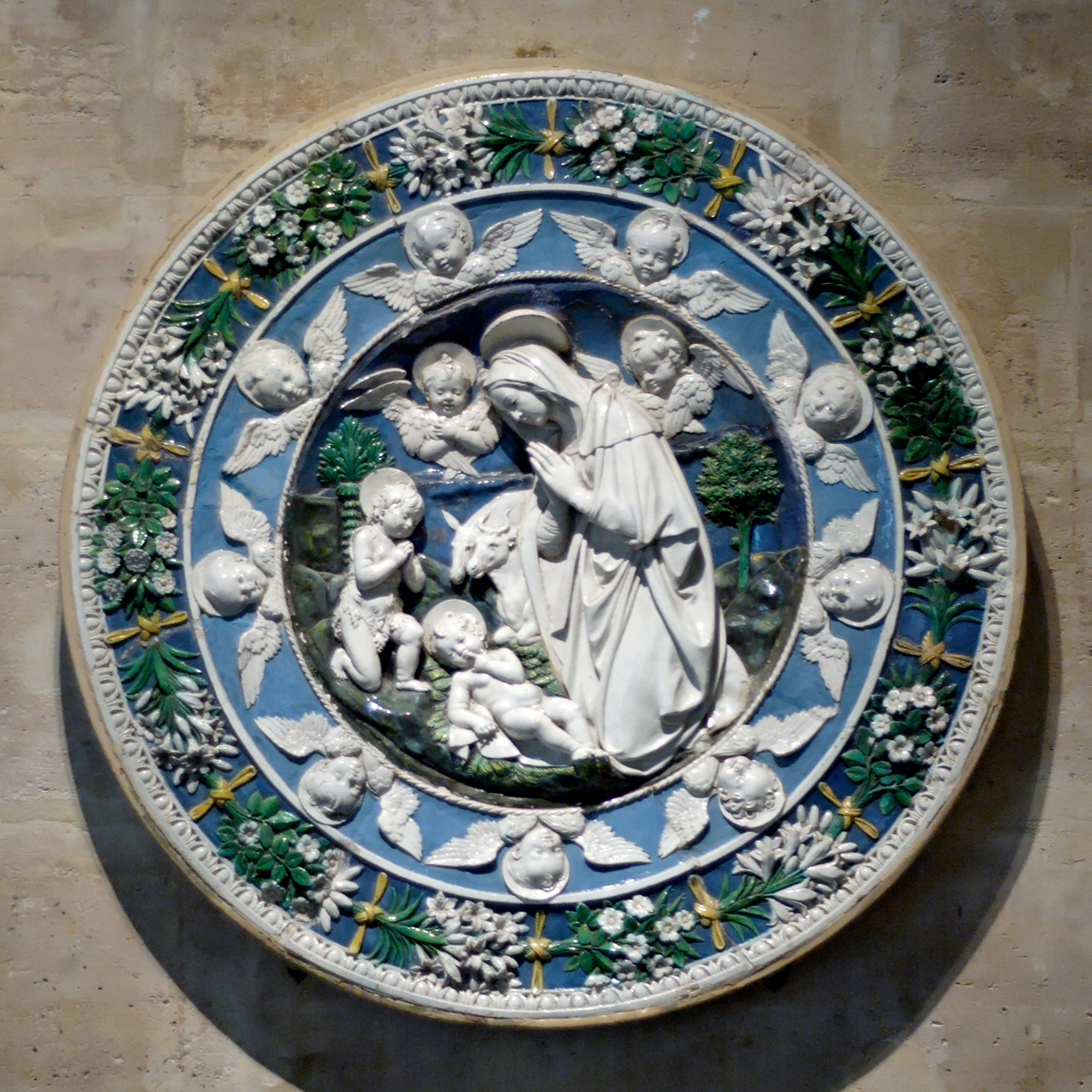
Андреа и Джованни делла Роббиа. Рождество. 1490-е гг. Париж, Лувр
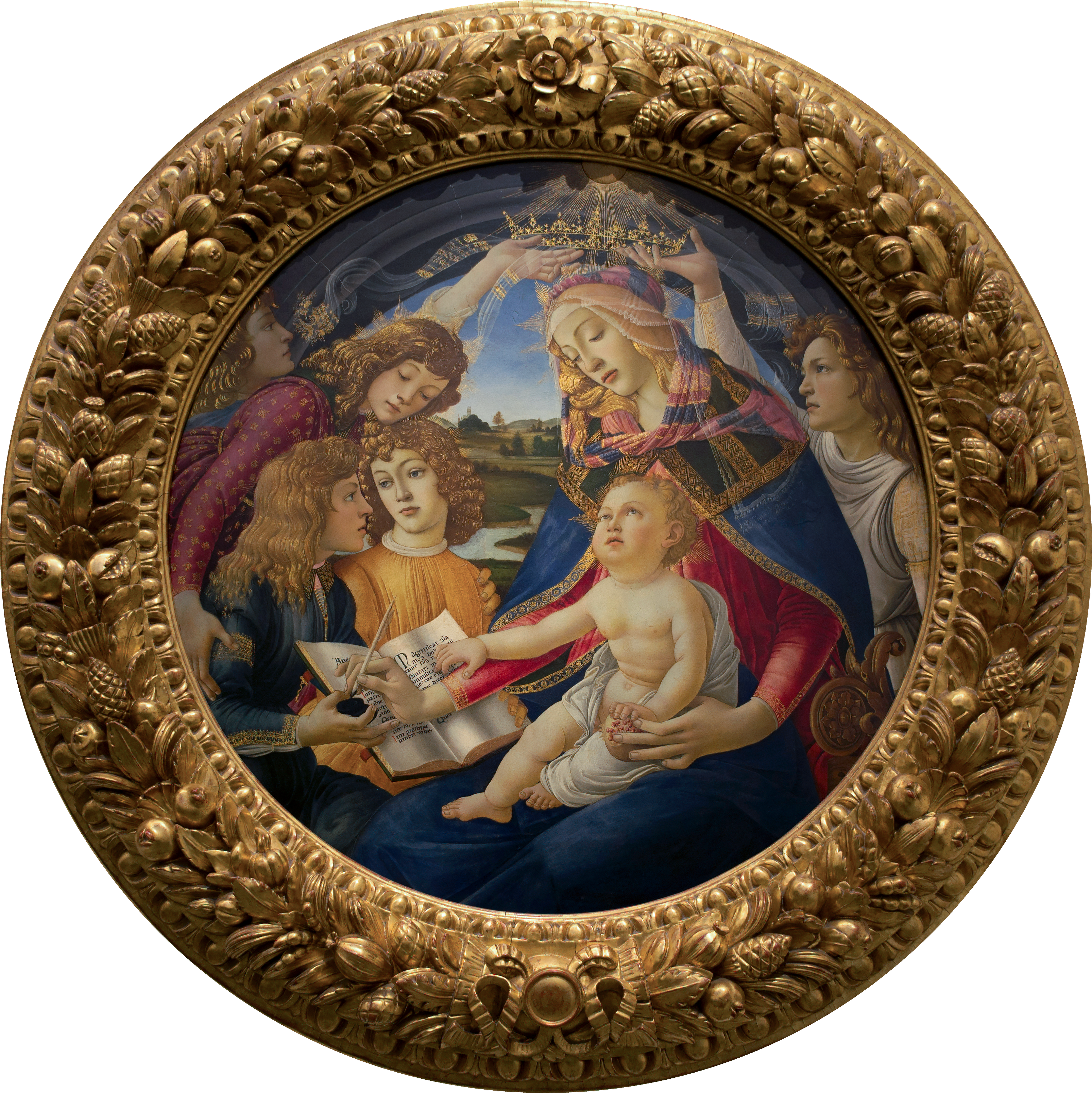
С. Боттичелли. Мадонна дель Маньификат (Мадонна с гранатом). Около 1483 г. Флоренция, Уффици
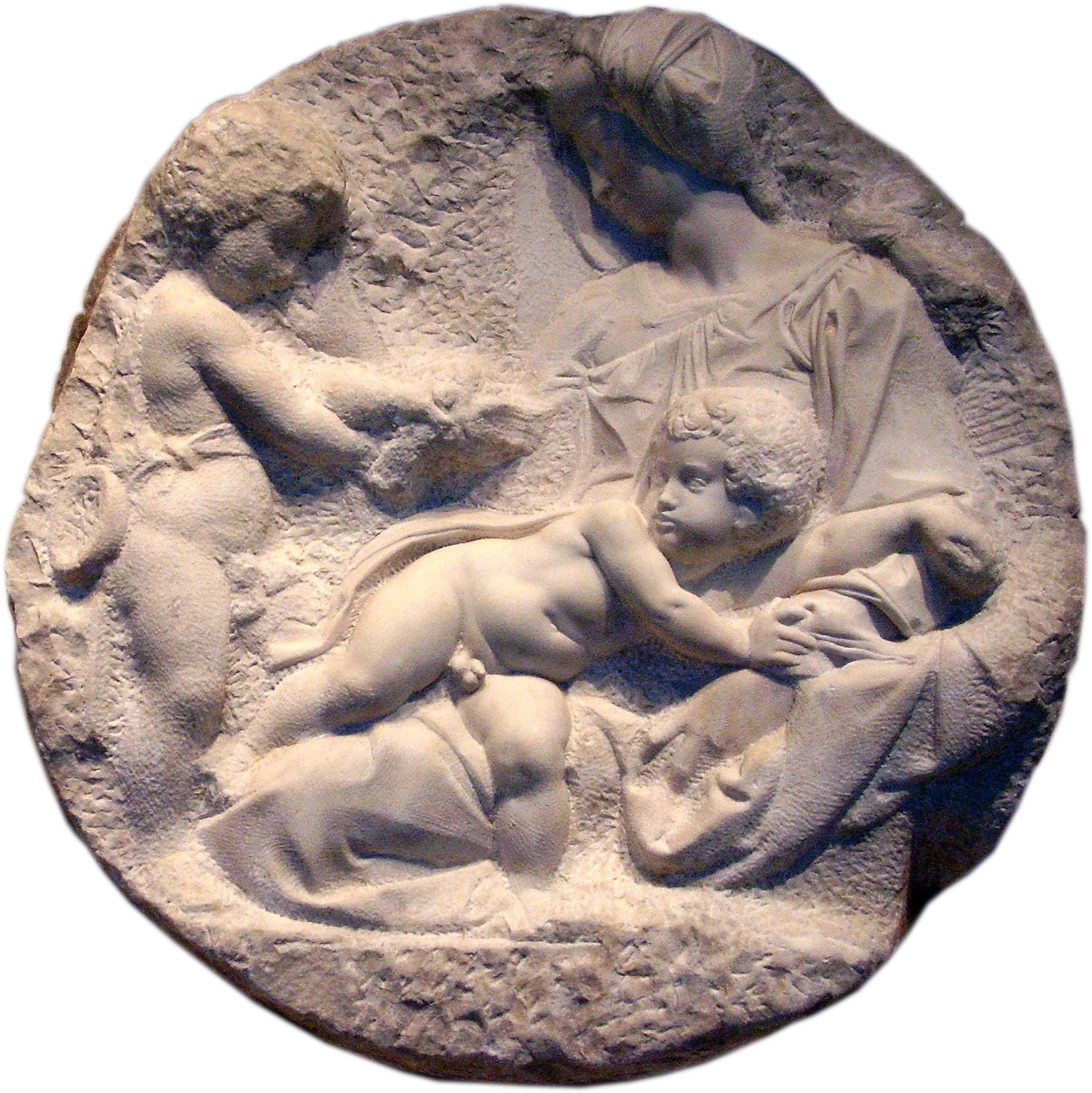
Микеланджело. Тондо Таддеи. Около 1504 г. Мрамор. Лондон, Королевская академия художеств
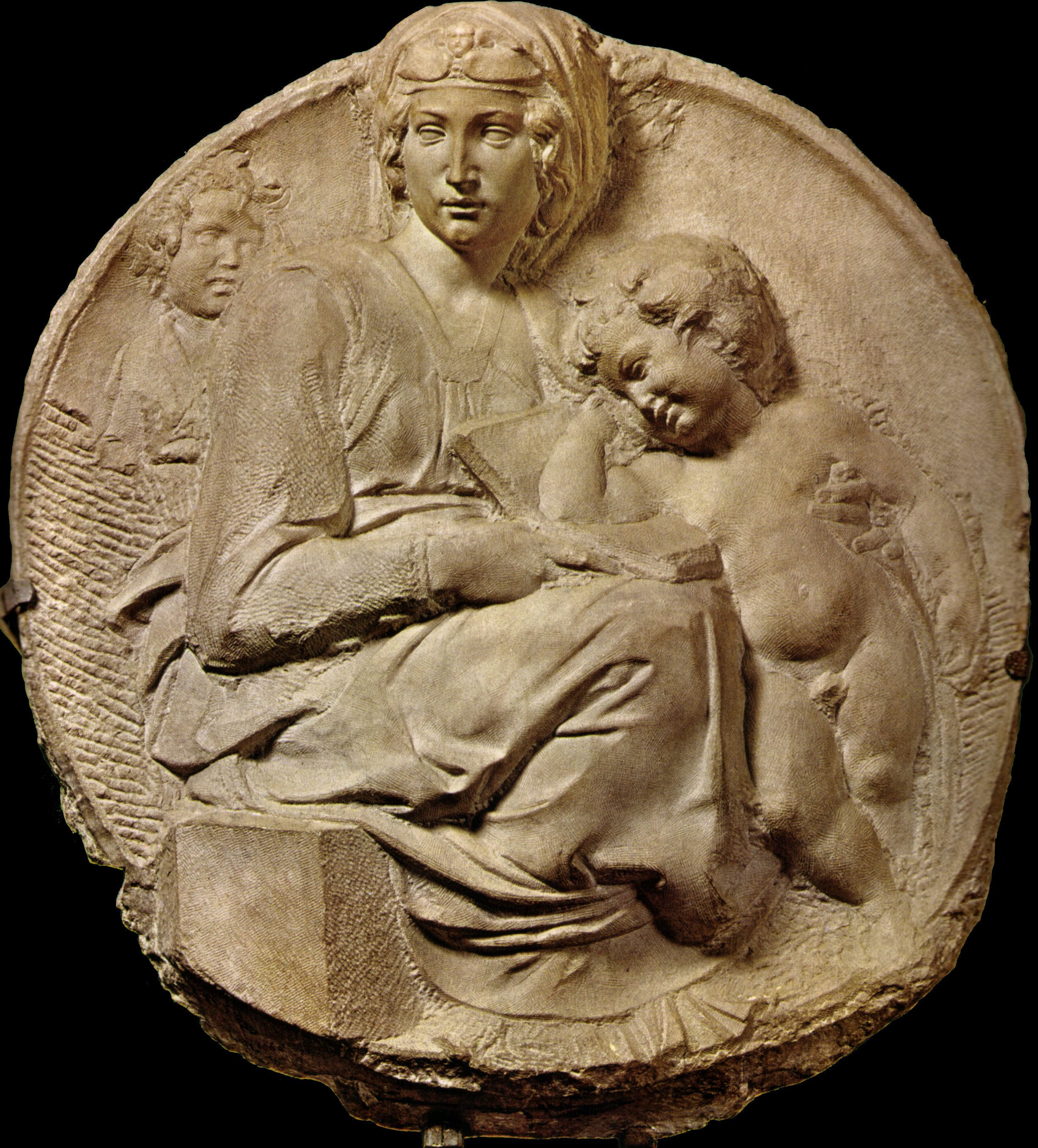
Микеланджело.Тондо Питти. 1503. Мрамор. Флоренция, музей Барджелло
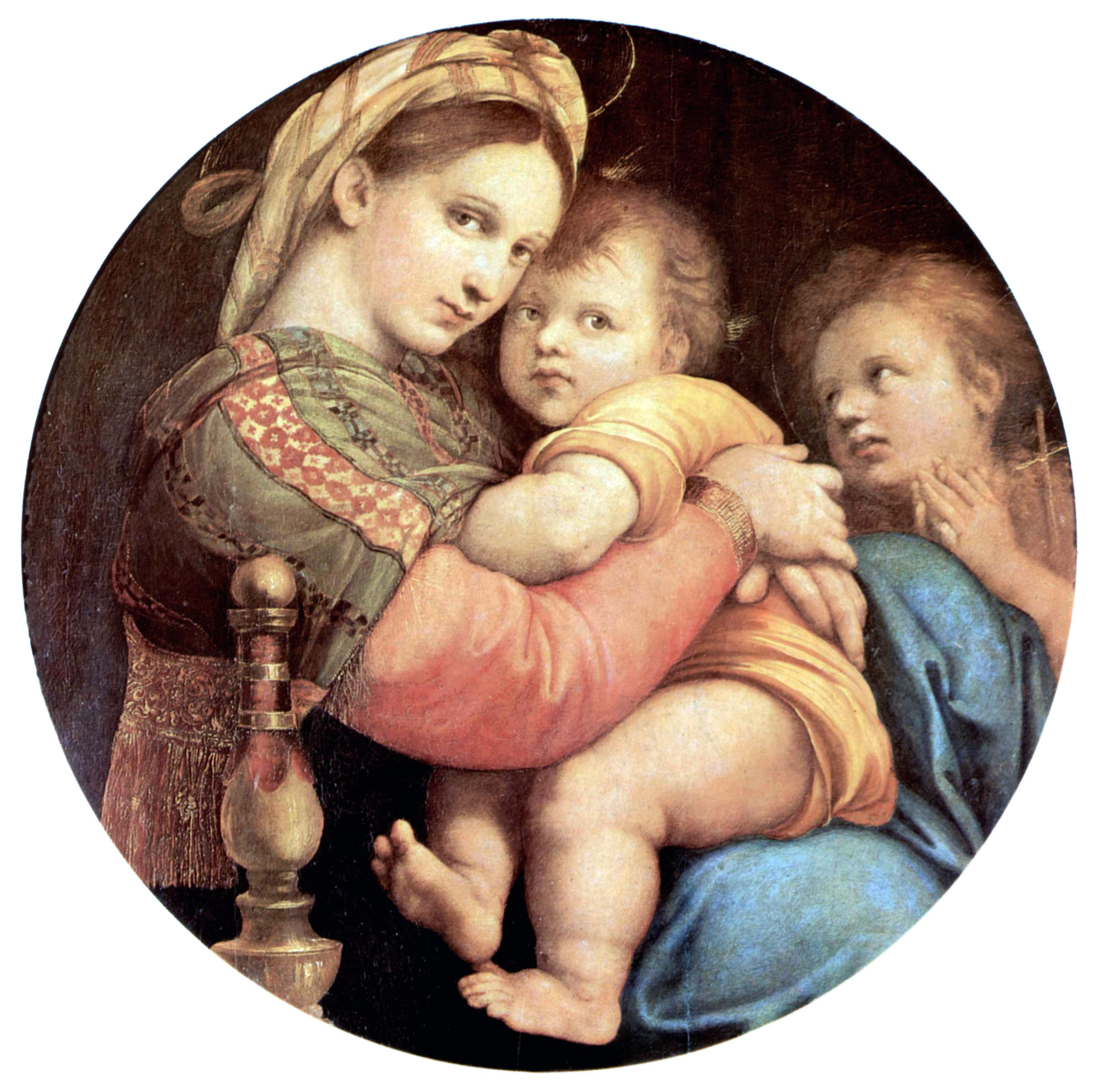
Рафаэль Санти. Мадонна в кресле. 1514. Флоренция, Галерея Питти